# Route nationale 17 (Togo)
Pour les articles homonymes, voir Route nationale 17.
La route nationale 17 (N17) est une route nationale du Togo allant de Sokodé jusqu'à Bassar. Sa longueur est de 215 km.

## Tracé
- Sokodé (N1, N14)
- Bassar (N38, N39)
- Kabou (N19)
- Guérin-Kouka
- Sansanné-Mango (N1)